# Скороход Валерій Володимирович
Валерій Володимирович Скороход (28 липня 1934, Нікополь — 1 липня 2017, Київ) — український науковець у галузі матеріалознавства та порошкової металургії, академік Національної академії наук України (1990), заслужений діяч науки і техніки України. Директор Інституту проблем матеріалознавства імені І. М. Францевича НАН України (2002—2015).

## Біографічні відомості
Народився у 1934 році. 1956 — закінчив Київський політехнічний інститут.
Наукова та організаційна діяльність тісно пов'язана з Інститутом проблем матеріалознавства ім. I. М. Францевича НАН України. З 1966 — завідувач відділом фізично-хімічних основ технології порошкових матеріалів. 1976—2002 — заступник директора. З 2002 р. — директор Інституту проблем матеріалознавства ім. I. М. Францевича НАН України. Очільництво інститутом у значній мірі сприяло перетворенню науково-дослідного закладу у всесвітньо відомий центр сучасного матеріалознавства.
З 18.05.1990 — академік НАН України за спеціальністю: матеріалознавство, порошкова металургія.
Помер на 83-му році життя 1 липня 2017 року. Був кремований, прах похований в колумбарії Байкового кладовища, на одній ділянці з братом Анатолієм (50°24′58.20″ пн. ш. 30°30′7.70″ сх. д. / 50.4161667° пн. ш. 30.5021389° сх. д.).

## Наукові розвідки

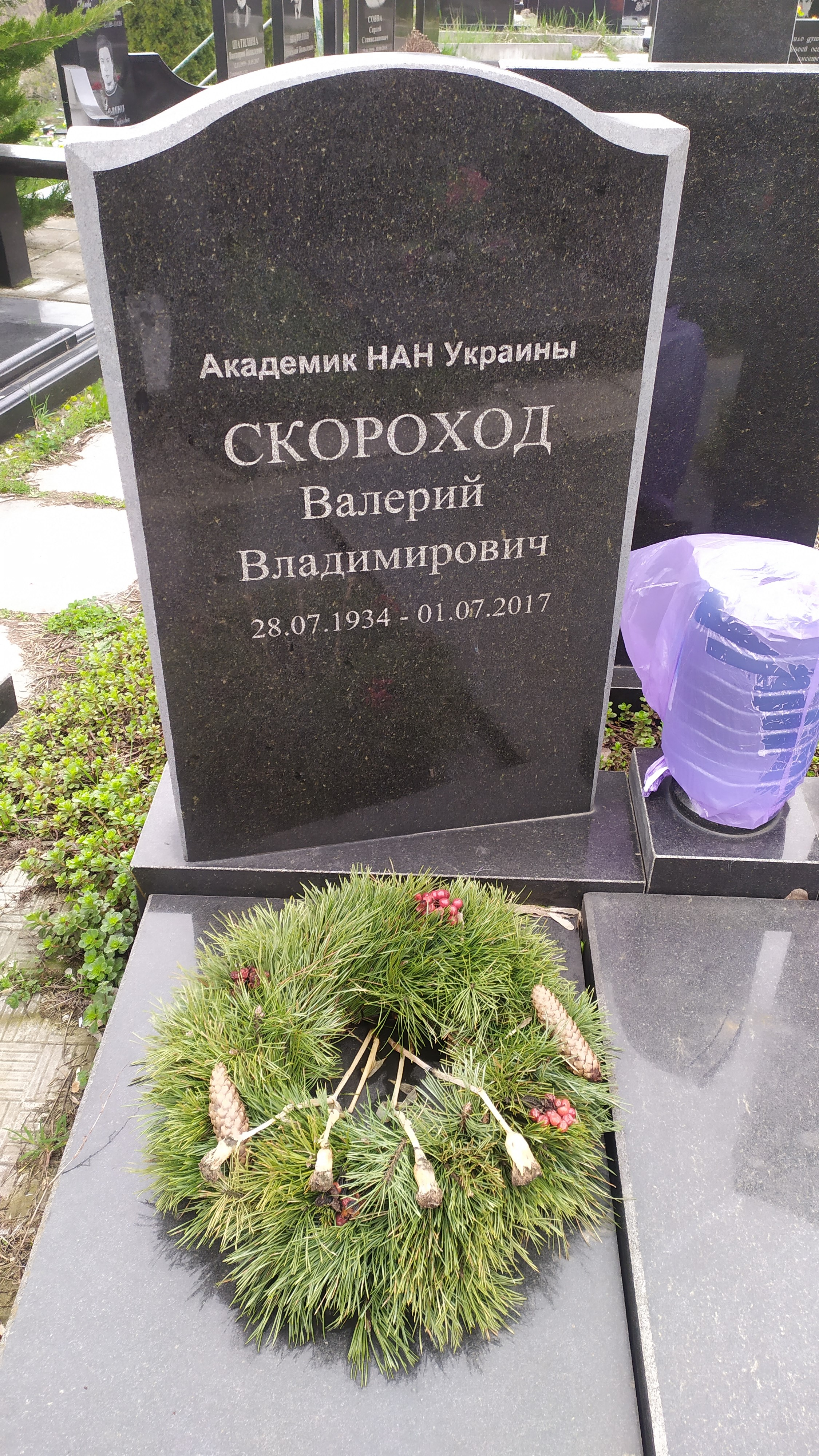
Могила Валерія Скорохода, Байкове кладовище

Наукові дослідження присвячені теоретичному опису фізичних і реологічних властивостей порошкових гетерогенних матеріалів з урахуванням їх реальної структури, базуються на останніх досягненнях фізики металів і механіки деформування твердого тіла. Підхід до розробки матеріалів для новітньої техніки базується на глибокому розумінні фізичних явищ та їх точному кількісному описі.
Спираючись на результати експериментів, він побудував феноменологічну теорію деформування пористих матеріалів, розвинув чіткі уявлення про спікання як реологічний процес, пов'язаний з механізмом надпластичної і дифузійно-в'язкої плинності.
Розробив методи розрахунку фізико-механічних властивостей багатофазних ізотропних та неізотропних твердих тіл.
Всебічно вивчав явища спікання:
- досліджував спікання як структуроутворюючий процес,
- відстежував генезис дефектності кристалічної будови,
- вивчав морфологію високодисперсних металічних порошків,
- вивчав вплив вихідної структури порошку на процеси текучості речовини і дифузійного сплавоутворення при спіканні.

Теоретичні дослідження створили можливість розробити визначальні технологічні принципи «структурної інженерії» спечених матеріалів — наскрізного управління їх структурою та фізико-механічними властивостями.

## Видавнича та науково-організаційна діяльність
Головний редактор міжнародного науково-технічного журналу «Порошкова металургія», Член редколегії збірника наукових праць «Наносистеми, наноматеріали, нанотехнології».
Один із ініціаторів запровадження в НАН України двох цільових комплексних програм наукових досліджень «Наноструктурні системи, наноматеріали, нанотехнології» та «Фундаментальні проблеми водневої енергетики».
Заступник голови ради Державного фонду фундаментальних досліджень.

## Вшанування пам'яті
Пам'яті Валерія Скорохода та його брата, математика Анатолія Скорохода, у 2024 році в Нікополі названа колишня вулиця Менделєєва (вулиця Академіків Скороходів).

## Відзнаки
- Заслужений діяч науки і техніки України (1995)
- Золота медаль імені В. І. Вернадського Національної академії наук України[3]

Лауреат премій:
- Премія НАН України імені М. М. Доброхотова (2010)
- Премія НАН України імені І. М. Францевича (1991)
- Премія імені Я. І. Френкеля
- Премії Міжнародного інституту спікання ім. Г. В. Самсонова
- Державна премія УРСР (1987)

Державні нагороди:
- Орден «Знак Пошани» (1984)
- Орден князя Ярослава Мудрого V ст. (11.2003)
- Орден князя Ярослава Мудрого IV ст. (11.2008)